# Jean-Baptiste Rauzan

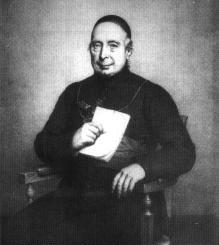
Jean-Baptiste Rauzan

Jean-Baptiste Rauzan (Bordeaux, 5 dicembre 1757 – Parigi, 5 settembre 1847) è stato un presbitero francese, fondatore della Società per le missioni di Francia, poi Preti della misericordia, e confondatore delle Suore di Santa Clotilde.

## Biografia
Nato in una famiglia di notai, studiò presso i gesuiti e, dopo la soppressione della Compagnia di Gesù, nel Collegio di Guienna. Maturò la decisione di entrare nello stato ecclesiastico e il 25 maggio 1782 fu ordinato sacerdote da Jean Baptiste de Saint-Sauveur, vescovo di Bazas.
Jérôme-Marie Champion de Cicé, arcivescovo di Bordeaux, lo nominò vicario della parrocchia di Saint-Projet, professore al seminario di Saint-Raphaël e lo affiancò a Noël Lacroix nel suo apostolato a favore della gioventù cittadina.
Costretto a lasciare la Francia nel 1792 a causa della Rivoluzione, si rifugiò prima in Inghilterra, poi ad Anversa e poi in Germania, dove soggiornò a Münster, Düsseldorf e Berlino. Rientrò in patria dopo il colpo di Stato del 18 brumaio e nel 1802 Charles-François d'Aviau, arcivescovo di Bordeaux, ne fece il suo vicario generale.
Il cardinale Joseph Fesch, arcivescovo di Lione, che intendeva organizzare delle missioni popolari attraverso la Francia, nel 1804 gli affidò la direzione dell'opera: a causa del conflitto tra papa Pio VII e Napoleone Bonaparte accesosi nel 1809 l'attività dei missionari fu sospesa.
Nel 1814, con la Restaurazione, Rauzan poté riorganizzare la Società per le missioni di Francia il cui centro fu fissato a Parigi, presso la chiesa di Santa Genoveffa, e al Mont-Valérien. Per la ripresa delle missioni, ebbe un valido collaboratore in Charles de Forbin-Janson, futuro vescovo di Nancy.
Mentre era impegnato nelle missioni, Rauzan conobbe Antoinette-Sophie Desfontaines, che sostenne nel suo progetto di fondare una congregazione femminile dedicata all'educazione delle giovani.
A causa della rivoluzione di luglio, nel 1830 Rauzan dovette lasciare nuovamente la Francia e si rifugiò a Roma, dove fino al 1833 visse nel convento domenicano della Minerva. Quando gli fu consentito tornare in patria, con il sostegno di papa Gregorio XVI, riorganizzò la Società per le missioni di Francia e la diresse fino alla fine dei suoi giorni: fondò anche case negli Stati Uniti d'America.
Morto a Parigi, fu sepolto nel cimitero della certosa di Bordeaux.